# 大衛·麥基翁
大衛·麥基翁（英語：David McKeon；1992年7月12日—）是一位澳大利亞游泳運動員。他代表澳大利亞參加了2012年倫敦奧運會的比賽。他的妹妹艾瑪·麥基翁也是一名游泳运动员。